# Tossal de Can Bóta
El Tossal de Can Bóta és una muntanya de 212 metres que es troba al municipi de Llagostera, a la comarca catalana del Gironès.